# Radikal 34
Das Radikal 34 mit der Bedeutung schlendern ist eines von 31 traditionellen Radikalen der chinesischen Schrift, die aus drei Strichen bestehen. 
Im Kangxi-Wörterbuch gibt es nur 11 (von 40.000) Schriftzeichen, die unter diesem Radikal zu finden sind.
Es gibt weitere Radikalzeichen, die diesem Zeichen ähnlich sehen. 

## Schriftzeichenverbindungen, die vom Radikal 34 regiert werden
| Striche | Zeichen |
| ------- | ------- |
| +0      | 夂      |
| +01     | 夃      |
| +02     | 処 处   |
| +03     | 夅      |
| +04     | 夆      |
| +05     | 备      |
| +06     | 夈      |

 Im Unicodeblock Kangxi-Radikale ist das Radikal 34 unter der Codepointnummer 12.065 (U+2F21) codiert.